# Synema jocosum
Synema jocosum är en spindelart som beskrevs av Banks 1929. Synema jocosum ingår i släktet Synema och familjen krabbspindlar.
Artens utbredningsområde är Panama. Inga underarter finns listade i Catalogue of Life.